# Festival de la Canción de San Remo 2024
El 74.º Festival de la Canción de San Remo 2024 tuvo lugar en el Teatro Ariston de San Remo del 6 al 10 de febrero de 2024 con la dirección, por quinto año consecutivo, de Amadeus, que también fue el director artístico; durante las noches se le unieron varios copresentadores: Marco Mengoni en la primera noche, Giorgia en la segunda noche, Teresa Mannino en la tercera noche, Lorella Cuccarini en la cuarta noche y Fiorello en la quinta.
La participación en este evento fue similar a la edición anterior, con 30 artistas compitiendo con sus canciones en una sola categoría. De los 30 participantes, 27 son artistas reconocidos, mientras que los otros 3 son ganadores del concurso Sanremo Giovani 2023. Estos últimos presentaron una canción inédita diferente a la que les permitió ganar dicho concurso.
En la quinta gala celebrada el 10 de febrero de 2024, Angelina Mango fue declarada ganadora con la canción «La noia», cumbia-pop compuesta por la propia Angelina junto a Dardust y Madame.
Como viene siendo reglamentario desde 2015, el ganador del Festival representó a Italia en el Festival de la Canción de Eurovisión 2024, que se celebró en Malmö, Suecia.

### Presentadores

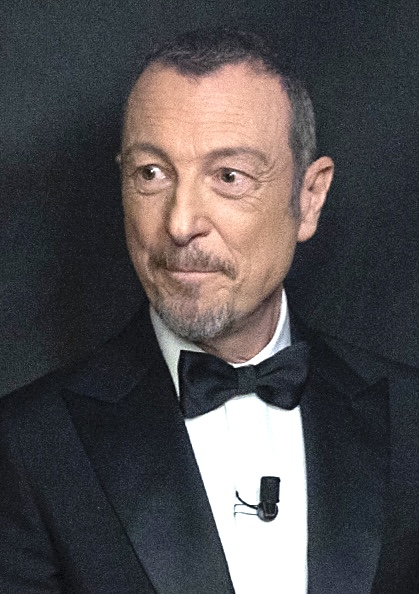
Amadeus fue el director artístico y presentador principal por quinta ocasión del festival.

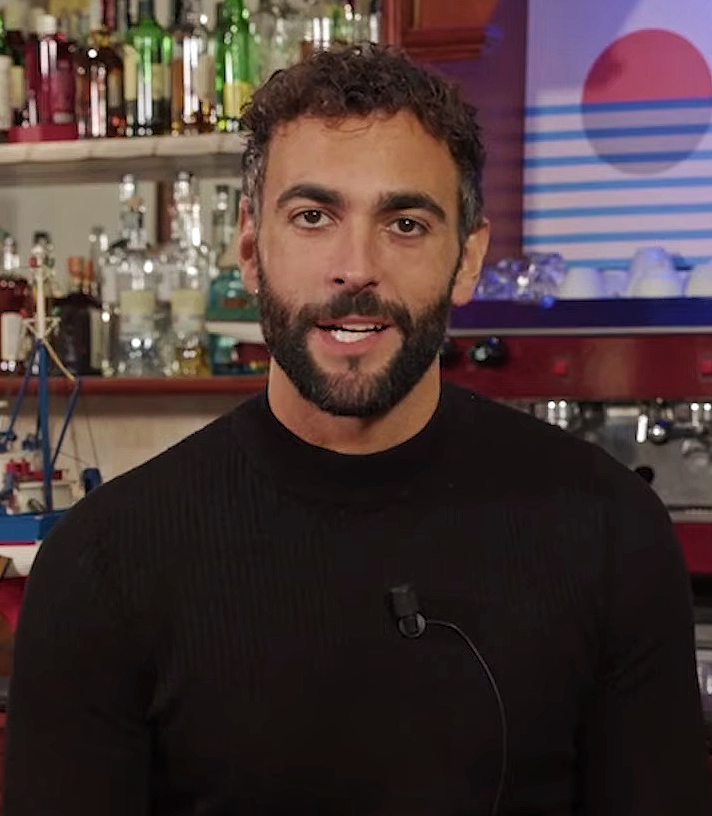
Marco Mengoni, ganador del Festival de Sanremo 2023, copresentador en la primera noche del festival.

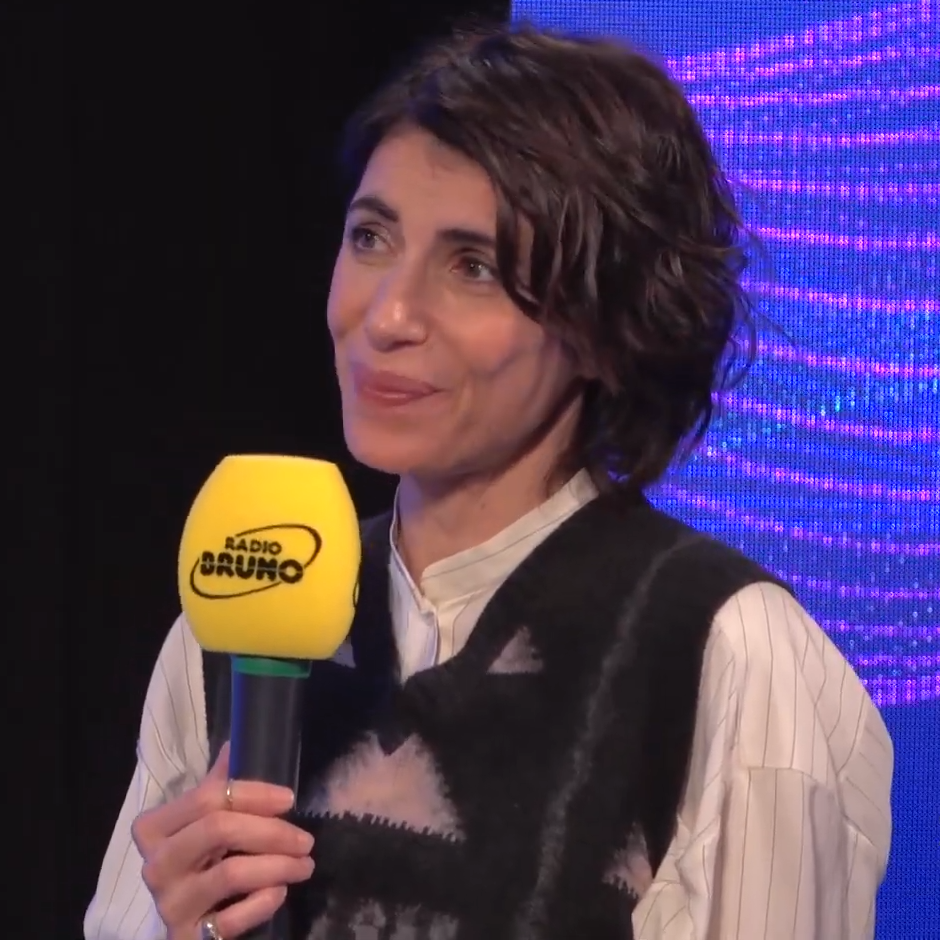
Giorgia, ganadora del Festival de Sanremo 1995 y participante en 2023, copresentadora en la segunda noche del festival.

## Formato

### Votación
Durante la celebración del festival fueron utilizados 3 métodos de votación distintos, que definieron a los clasificados en las distintas rondas, y finalmente, al ganador del festival:
- Televoto, a través de las llamadas desde números fijos y teléfonos móviles, así como desde Internet o la aplicación oficial del festival.
- Jurado de la prensa, compuesto por periodistas acreditados de medios de televisión y sitios web, que se encontraron en la sala de prensa durante la celebración del concurso.
- Jurado de la radio, compuesto por profesionales de las distintas estaciones de radio nacionales. Este método fue introducido en esta edición del festival en reemplazo del jurado demoscópico.

## Participantes
| Artista                                                                         | Última participación | Canción (Traducción)                             | Compositor(es)                                                                           |
| ------------------------------------------------------------------------------- | -------------------- | ------------------------------------------------ | ---------------------------------------------------------------------------------------- |
| Alessandra Amoroso                                                              | Debutante            | «Fino a qui» (Hasta aquí)                        | A. Amoroso, J. Ettorre, F. Abbate, F. Clemente, A. F. Merli, P. Pasini                   |
| Alfa                                                                            | Debutante            | «Vai!» (¡Vamos!)                                 | Alfa, M. A. Jackson, I. Scott                                                            |
| Angelina Mango                                                                  | Debutante            | «La noia» (El aburrimiento)                      | A. Mango, F. Calearo, D. Faini                                                           |
| Annalisa                                                                        | 2021                 | «Sinceramente» (Sinceramente)                    | A. Scarrone, D. Simonetta, P. Antonacci, S. Tognini                                      |
| BigMama                                                                         | Debutante            | «La rabbia non ti basta» (La rabia no te basta)  | M. Mammone, M. L. Lazzerini, Estremo, E. Brun                                            |
| Bnkr44                                                                          | Debutantes           | «Governo punk» (Gobierno punk)                   | D. Lombardi, D. Caponi, A. Locci, P. Serafini, M. Vittiglio, J. Ettorre, J. Adamo        |
| Clara                                                                           | Debutante            | «Diamanti grezzi» (Diamantes en bruto)           | C. Soccini, A. La Cava, F. Catitti                                                       |
| Dargen D'Amico                                                                  | 2022                 | «Onda alta» (Ola alta)                           | J. M. L. D'Amico, E. Roberts, G. Fazio, S. Marletta, Cheope                              |
| Diodato                                                                         | 2020                 | «Ti muovi» (Te mueve)                            | Diodato                                                                                  |
| Emma                                                                            | 2022                 | «Apnea» (Apnea)                                  | Emma, D. Petrella, P. Antonacci, J. Boverod                                              |
| Fiorella Mannoia                                                                | 2017                 | «Mariposa» (Mariposa)                            | F. Mannoia, C. Di Francesco, Cheope, F. Abbate, M. Cerri, C. Malgioglio                  |
| Fred De Palma                                                                   | Debutante            | «Il cielo non ci vuole» (El cielo no nos quiere) | F. De Palma, J. Ettorre, J. Boverod                                                      |
| Gazzelle                                                                        | Debutante            | «Tutto qui» (Todo aquí)                          | Gazzelle, F. Nardelli                                                                    |
| Geolier                                                                         | Debutante            | «I p' me, tu p' te» (Yo para mí, tu para ti)     | E. Palumbo, P. Antonacci, D. Simonetta, Michelangelo, D. Totaro, F. D'Alessio, G. Petito |
| Ghali                                                                           | Debutante            | «Casa mia» (Mi casa)                             | Ghali, D. Petrella, Michelangelo                                                         |
| Il Tre                                                                          | Debutante            | «Fragili» (Frágiles)                             | G. L. Senia, I. Sinigaglia, F. Aprili, P. Zou, G. Di Mario                               |
| Il Volo                                                                         | 2019                 | «Capolavoro» (Obra maestra)                      | S. Marletta, E. Roberts, M. Tenisci                                                      |
| Irama                                                                           | 2022                 | «Tu no» (Tú no)                                  | Irama, G. Nenna, G. Colonnelli, F. Monti, E. Mattozzi                                    |
| La Sad                                                                          | Debutante            | «Autodistruttivo» (Autodestructivo)              | M. Botticini, E. Fonte, F. E. Clemente, R. Zanotti, M. Paganelli                         |
| Loredana Bertè                                                                  | 2019                 | «Pazza» (Loca)                                   | L. Chiaravalli, A. Bonomo, L. Berté, A. Pugliese                                         |
| Mahmood                                                                         | 2022                 | «Tuta gold» (Saco dorado)                        | Mahmood, J. Ettorre, F. Catitti                                                          |
| Mannini                                                                         | Debutante            | «Spettacolare» (Espectacular)                    | Maninni, R. W. Guglielmi, G. Pollex, M. F. Xefteris                                      |
| Mr. Rain                                                                        | 2023                 | «Due altalene» (Dos columpios)                   | Mr. Rain, L. Vizzini                                                                     |
| Negramaro                                                                       | 2005                 | «Ricominciamo tutto» (Recomenzamos todo)         | G. Sangiorgi                                                                             |
| Renga e Nek                                                                     | 2021 & 2019          | «Pazzo di te» (Loco por ti)                      | F. Renga, Nek, D. Mancino, D. Faini                                                      |
| Ricchi e Poveri                                                                 | 1992                 | «Ma non tutta la vita» (Pero no toda la vida)    | E. Roberts, Cheope, S. Marletta                                                          |
| Rose Villain                                                                    | Debutante            | «Click boom!» (¡Click boom!)                     | R. Luini, D. Petrella, A. Ferrara                                                        |
| Sangiovanni                                                                     | 2022                 | «Finiscimi» (Terminame)                          | Sangiovanni, P. Miano, F. Campedelli, A. Ferrara, F. Vaccari                             |
| Santi Francesi                                                                  | Debutante            | «L'amore in bocca» (El amor en la boca)          | A. De Santis, M. L. Francese, C. Del Bono, A. Filippelli, D. G. Bestonzo                 |
| The Kolors                                                                      | 2018                 | «Un raggazo una ragazza» (Un chico, una chica)   | A. Fiordispino, D. Petrella, F. Catitti, A. Fiordispino                                  |
| Nota: En fondo de color los seis primeros clasificados de Sanremo Giovani 2023. |                      |                                                  |                                                                                          |

## Celebración del festival

### Primera noche
En la primera noche del festival, a diferencia de los últimos años, se presentaron todos los artistas a concurso (30), siendo votados por los miembros del jurado de la sala de prensa: prensa (33%), televisión (33%) y web (33%). Al final de la votación se elaboró una clasificación provisional secreta, siendo solo anunciada los primeros 5 puestos. La gala fue presentada por Amadeus junto a Marco Mengoni como copresentador invitado.
| Orden | Artista            | Canción                | Clasif. General                  |
| Orden | Artista            | Canción                | Jurado de la prensa, TV y la web |
| ----- | ------------------ | ---------------------- | -------------------------------- |
| 1     | Clara              | Diamanti grezzi        | 19                               |
| 2     | Sangiovanni        | Finiscimi              | 30                               |
| 3     | Fiorella Mannoia   | Mariposa               | 6                                |
| 4     | La Sad             | Autodistruttivo        | 29                               |
| 5     | Irama              | Tu no                  | 17                               |
| 6     | Ghali              | Casa mia               | 9                                |
| 7     | Negramaro          | Ricominciamo tutto     | 11                               |
| 8     | Annalisa           | Sinceramente           | 3                                |
| 9     | Mahmood            | Tuta gold              | 5                                |
| 10    | Diodato            | Ti muovi               | 4                                |
| 11    | Loredana Bertè     | Pazza                  | 1                                |
| 12    | Geolier            | I p' me, tu p' te      | 23                               |
| 13    | Alessandra Amoroso | Fino a qui             | 15                               |
| 14    | The Kolors         | Un ragazzo una ragazza | 7                                |
| 15    | Angelina Mango     | La noia                | 2                                |
| 16    | Il Volo            | Capolavoro             | 13                               |
| 17    | BigMama            | La rabbia non ti basta | 16                               |
| 18    | Ricchi e Poveri    | Ma non tutta la vita   | 12                               |
| 19    | Emma               | Apnea                  | 8                                |
| 20    | Renga e Nek        | Pazzo di te            | 25                               |
| 21    | Mr. Rain           | Due altalene           | 24                               |
| 22    | Bnkr44             | Governo punk           | 28                               |
| 23    | Gazzelle           | Tutto qui              | 14                               |
| 24    | Dargen D'Amico     | Onda alta              | 10                               |
| 25    | Rose Villain       | Click boom!            | 20                               |
| 26    | Santi Francesi     | L'amore in bocca       | 18                               |
| 27    | Fred De Palma      | Il cielo non ci vuole  | 27                               |
| 28    | Maninni            | Spettacolare           | 21                               |
| 29    | Alfa               | Vai!                   | 22                               |
| 30    | Il Tre             | Fragili                | 26                               |

#### Artistas invitados
- 4to. regimiento a caballo de la armada de los Cabarinieri interpretaron la marcha de «La Fedelissima»
- Zlatan Ibrahimović (desde la platea)
- Fiorello
- Simona Ventura (desde la platea)
- Daniela Di Maggio, en recuerdo de Giovanbattista Cutolo
- Lazza interpretó «Cenere» (conexión con el Suzuki Stage en la Piazza Colombo)
- Federica Brignone
- Tedua interpretó «Hoe» (conexión con el crucero Costa Smeralda)

### Segunda noche
| Orden | Artista        | Canción                | Presentador        | Votos segunda noche | Votos segunda noche | Votos segunda noche | Votos segunda noche | Votos segunda noche              |
| Orden | Artista        | Canción                | Presentador        | Jur. Radio (50%)    | Televoto (50%)      | Televoto (50%)      | Total noche         | Total conjunto (2.ª y 3.ª noche) |
| Orden | Artista        | Canción                | Presentador        | Jur. Radio (50%)    | %                   | Posición            | Total noche         | Total conjunto (2.ª y 3.ª noche) |
| ----- | -------------- | ---------------------- | ------------------ | ------------------- | ------------------- | ------------------- | ------------------- | -------------------------------- |
| 1     | Fred De Palma  | Il cielo non ci vuole  | Ghali              | 15                  | 0.5%                | 15                  | 14                  | 30                               |
| 2     | Renga e Nek    | Pazzo di te            | La Sad             | 14                  | 1.4%                | 11                  | 14                  | 26                               |
| 3     | Alfa           | Vai!                   | Mr. Rain           | 7                   | 2.0%                | 10                  | 11                  | 20                               |
| 4     | Dargen D'Amico | Onda alta              | Diodato            | 11                  | 2.2%                | 9                   | 10                  | 19                               |
| 5     | Il Volo        | Capolavoro             | Rose Villain       | 13                  | 5.0%                | 4                   | 7                   | 10                               |
| 6     | Gazzelle       | Tutto qui              | Bnkr44             | 12                  | 4.2%                | 5                   | 8                   | 13                               |
| 7     | Emma           | Apnea                  | Santi Francesi     | 4                   | 3.4%                | 8                   | 6                   | 12                               |
| 8     | Mahmood        | Tuta gold              | Alessandra Amoroso | 5                   | 4.0%                | 6                   | 5                   | 8                                |
| 9     | BigMama        | La rabbia non ti basta | Il Tre             | 9                   | 1.1%                | 14                  | 13                  | 25                               |
| 10    | The Kolors     | Un ragazzo una ragazza | Angelina Mango     | 2                   | 1.2%                | 13                  | 9                   | 17                               |
| 11    | Geolier        | I p' me, tu p' te      | Fiorella Mannoia   | 8                   | 56.5%               | 1                   | 1                   | 1                                |
| 12    | Loredana Bertè | Pazza                  | Sangiovanni        | 3                   | 3.6%                | 7                   | 4                   | 9                                |
| 13    | Annalisa       | Sinceramente           | Maninni            | 1                   | 5.9%                | 3                   | 3                   | 5                                |
| 14    | Irama          | Tu no                  | Ricchi e Poveri    | 6                   | 7.7%                | 2                   | 2                   | 3                                |
| 15    | Clara          | Diamanti grezzi        | Negramaro          | 10                  | 1.3%                | 12                  | 12                  | 23                               |

### Tercera noche
| Orden | Artista            | Canción              | Presentador    | Votos segunda noche | Votos segunda noche | Votos segunda noche | Votos segunda noche | Votos segunda noche              |
| Orden | Artista            | Canción              | Presentador    | Jur. Radio (50%)    | Televoto (50%)      | Televoto (50%)      | Total noche         | Total conjunto (2.ª y 3.ª noche) |
| Orden | Artista            | Canción              | Presentador    | Jur. Radio (50%)    | %                   | Posición            | Total noche         | Total conjunto (2.ª y 3.ª noche) |
| ----- | ------------------ | -------------------- | -------------- | ------------------- | ------------------- | ------------------- | ------------------- | -------------------------------- |
| 1     | Il Tre             | Fragili              | Loredana Bertè | 13                  | 12.8%               | 3                   | 4                   | 7                                |
| 2     | Maninni            | Spettacolare         | Alfa           | 11                  | 1.8%                | 15                  | 15                  | 29                               |
| 3     | Bnkr44             | Governo punk         | Fred De Palma  | 14                  | 3.4%                | 11                  | 13                  | 27                               |
| 4     | Santi Francesi     | L'amore in bocca     | Clara          | 10                  | 2.7%                | 13                  | 12                  | 24                               |
| 5     | Mr. Rain           | Due altalene         | Il Volo        | 8                   | 8.7%                | 5                   | 5                   | 11                               |
| 6     | Rose Villain       | Click boom!          | Gazzelle       | 9                   | 4.7%                | 9                   | 8                   | 18                               |
| 7     | Alessandra Amoroso | Fino a qui           | Dargen D'Amico | 6                   | 12.6%               | 4                   | 3                   | 6                                |
| 8     | Ricchi e Poveri    | Ma non tutta la vita | BigMama        | 7                   | 2.7%                | 12                  | 11                  | 22                               |
| 9     | Angelina Mango     | La noia              | Irama          | 1                   | 15.5%               | 1                   | 1                   | 2                                |
| 10    | Diodato            | Ti muovi             | The Kolors     | 2                   | 5.2%                | 7                   | 6                   | 14                               |
| 11    | Ghali              | Casa mia             | Mahmood        | 4                   | 13.2%               | 2                   | 2                   | 4                                |
| 12    | Negramaro          | Ricominciamo tutto   | Emma           | 3                   | 3.6%                | 10                  | 9                   | 16                               |
| 13    | Fiorella Mannoia   | Mariposa             | Annalisa       | 5                   | 5.0%                | 8                   | 7                   | 15                               |
| 14    | Sangiovanni        | Finiscimi            | Renga e Nek    | 12                  | 2.2%                | 14                  | 14                  | 28                               |
| 15    | La Sad             | Autodistruttivo      | Geolier        | 15                  | 5.6%                | 6                   | 10                  | 21                               |

#### Clasificación provisional de la sección Campioni
| Artista            | Canción                | Votación Conjunta (1.ª, 2.ª y 3.ª noches) |
| Artista            | Canción                | Posición                                  |
| ------------------ | ---------------------- | ----------------------------------------- |
| Geolier            | I p' me, tu p' te      | 1                                         |
| Angelina Mango     | La noia                | 2                                         |
| Annalisa           | Sinceramente           | 3                                         |
| Ghali              | Casa mia               | 4                                         |
| Irama              | Tu no                  | 5                                         |
| Loredana Bertè     | Pazza                  | 6                                         |
| Alessandra Amoroso | Fino a qui             | 7                                         |
| Mahmood            | Tuta gold              | 8                                         |
| Diodato            | Ti muovi               | 9                                         |
| Emma               | Apnea                  | 10                                        |
| Il Volo            | Capolavoro             | 11                                        |
| Fiorella Mannoia   | Mariposa               | 12                                        |
| Gazzelle           | Tutto qui              | 13                                        |
| Il Tre             | Fragili                | 14                                        |
| The Kolors         | Un ragazzo una ragazza | 15                                        |
| Negramaro          | Ricominciamo tutto     | 16                                        |
| Mr. Rain           | Due altalene           | 17                                        |
| Dargen D'Amico     | Onda alta              | 18                                        |
| Ricchi e Poveri    | Ma non tutta la vita   | 19                                        |
| Rose Villain       | Click boom!            | 20                                        |
| Alfa               | Vai!                   | 21                                        |
| BigMama            | La rabbia non ti basta | 22                                        |
| Santi Francesi     | L'amore in bocca       | 23                                        |
| Clara              | Diamanti grezzi        | 24                                        |
| Maninni            | Spettacolare           | 25                                        |
| Renga e Nek        | Pazzo di te            | 26                                        |
| La Sad             | Autodistruttivo        | 27                                        |
| Bnkr44             | Governo punk           | 28                                        |
| Sangiovanni        | Finiscimi              | 29                                        |
| Fred De Palma      | Il cielo non ci vuole  | 30                                        |

### Quinta noche
| Orden | Artista            | Canción                | Votos quinta noche | Votos quinta noche | Clasif. General |
| Orden | Artista            | Canción                | Televoto           | Posición           | Posición        |
| ----- | ------------------ | ---------------------- | ------------------ | ------------------ | --------------- |
| 1     | Renga e Nek        | Pazzo di te            | 0.7%               | 18                 | 25              |
| 2     | BigMama            | La rabbia non ti basta | 0.5%               | 20                 | 22              |
| 3     | Gazzelle           | Tutto qui              | 1.3%               | 11                 | 11              |
| 4     | Dargen D'Amico     | Onda alta              | 0.9%               | 13                 | 20              |
| 5     | Il Volo            | Capolavoro             | 2.6%               | 8                  | 8               |
| 6     | Loredana Bertè     | Pazza                  | 3.2%               | 7                  | 7               |
| 7     | Negramaro          | Ricominciamo tutto     | 0.6%               | 19                 | 19              |
| 8     | Mahmood            | Tuta gold              | 4.9%               | 5                  | 6               |
| 9     | Santi Francesi     | L'amore in bocca       | 0.5%               | 21                 | 18              |
| 10    | Diodato            | Ti muovi               | 0.7%               | 17                 | 13              |
| 11    | Fiorella Mannoia   | Mariposa               | 0.7%               | 16                 | 15              |
| 12    | Alessandra Amoroso | Fino a qui             | 1.3%               | 10                 | 9               |
| 13    | Alfa               | Vai!                   | 1.1%               | 12                 | 10              |
| 14    | Irama              | Tu no                  | 4.6%               | 6                  | 5               |
| 15    | Ghali              | Casa mia               | 5.8%               | 4                  | 4               |
| 16    | Annalisa           | Sinceramente           | 6.0%               | 3                  | 3               |
| 17    | Angelina Mango     | La noia                | 14.2%              | 2                  | 2               |
| 18    | Geolier            | I p' me, tu p' te      | 44.8%              | 1                  | 1               |
| 19    | Emma               | Apnea                  | 0.8%               | 14                 | 14              |
| 20    | Il Tre             | Fragili                | 1.6%               | 9                  | 12              |
| 21    | Ricchi e Poveri    | Ma non tutta la vita   | 0.3%               | 24                 | 21              |
| 22    | The Kolors         | Un ragazzo una ragazza | 0.4%               | 22                 | 16              |
| 23    | Maninni            | Spettacolare           | 0.1%               | 29                 | 26              |
| 24    | La Sad             | Autodistruttivo        | 0.4%               | 23                 | 27              |
| 25    | Mr. Rain           | Due altalene           | 0.7%               | 15                 | 17              |
| 26    | Fred De Palma      | Il cielo non ci vuole  | 0.1%               | 30                 | 30              |
| 27    | Sangiovanni        | Finiscimi              | 0.3%               | 26                 | 29              |
| 28    | Clara              | Diamanti grezzi        | 0.3%               | 25                 | 24              |
| 29    | Bnkr44             | Governo punk           | 0.2%               | 28                 | 28              |
| 30    | Rose Villain       | Click boom!            | 0.3%               | 27                 | 23              |

#### Final a 5
| Orden | Artista        | Canción           | Votación quinta noche | Votación quinta noche | Votación quinta noche | Votación quinta noche | Clasif. general | Clasif. general |
| Orden | Artista        | Canción           | Jur. Radio (33%)      | Jur. Prensa (33%)     | Televoto (34%)        | Televoto (34%)        | %               | Posición        |
| Orden | Artista        | Canción           | Jur. Radio (33%)      | Jur. Prensa (33%)     | %                     | Posición              | %               | Posición        |
| ----- | -------------- | ----------------- | --------------------- | --------------------- | --------------------- | --------------------- | --------------- | --------------- |
| 1     | Irama          | Tu no             | 4                     | 5                     | 7.50%                 | 5                     | 6.90%           | 5               |
| 2     | Ghali          | Casa mia          | 3                     | 3                     | 8.30%                 | 3                     | 10.50%          | 4               |
| 3     | Angelina Mango | La noia           | 1                     | 1                     | 16.10%                | 2                     | 40.30%          | 1               |
| 4     | Geolier        | I p' me, tu p' te | 5                     | 4                     | 60%                   | 1                     | 25.20%          | 2               |
| 5     | Annalisa       | Sinceramente      | 2                     | 2                     | 8%                    | 4                     | 17.10%          | 3               |